# Casa Formosa Ragué
La Casa Formosa Ragué és edifici del segle xix protegit com a bé cultural d'interès local del municipi de Sant Sadurní d'Anoia (Alt Penedès).

## Descripció
És un edifici de pisos fent xamfrà amb el carrer Marc Mir, desenvolupat en planta baixa, dos pisos i terrat. L'edifici destaca pel seu volum equilibrat i la forma de resoldre el xamfrà. Està concorregut d'elements eclèctics: cantoneres, encoixinades, gran cornisa sustentada per cartel·les i permòdols, mènsules amb dibuixos sota balcó, balustrada i capçalera escalonada, trencaaigües damunt la llinda de portals i finestres, etc.; però a d'ensems apareixen en els acabaments del trencaaigües, a la porta principal d'entrada i a l'escala, motius d'ornamentació naturalista que ens introdueixen al llenguatge modernista.

## Història
La casa es construeix en el moment de consolidació del sector del carrer Diputació, el tercer eixample de Sant Sadurní. Originàriament, aquests terrenys pertanyien a la família Mir i els de l'altre costat del carrer a Miquel Ferrer. El permís és demanat per Concepció Formosa, vídua de Pere Mir i Capella, com a usufructuaria de la seva filla Anna Mir i Formosa. Tant els Mir com els Formosa formen part del nucli de famílies propietàries de terres de Sant Sadurní. L'obra va ser feta per l'arquitecte Ramon Maria Riudor i Capella que ja havia treballat a Sant Sadurní per a la família Mir.